# Thankot
Thankot (nep. थानकोट) – gaun wikas samiti w środkowej części Nepalu w strefie Bagmati w dystrykcie Katmandu. Według nepalskiego spisu powszechnego z 2001 roku liczył on 1830 gospodarstw domowych i 8583 mieszkańców (4143 kobiet i 4440 mężczyzn).